# فرفیون شنی
فرفیون شنی (نام علمی: Euphorbia psammogeton) نام یک گونه از سرده فرفیون است.